# Angophora clelandii
Angophora clelandii är en myrtenväxtart som beskrevs av Joseph Henry Maiden. Angophora clelandii ingår i släktet Angophora och familjen myrtenväxter.
Artens utbredningsområde är New South Wales. Inga underarter finns listade i Catalogue of Life.